# Penyes del Mania
El Penyes del Mania és una muntanya de 638 metres que es troba entre els municipis d'Alòs de Balaguer, Cubells i Foradada, a la comarca catalana de la Noguera.